# Rojo (álbum de Funky)
Rojo es el duodécimo álbum de estudio del cantante puertorriqueño Funky.
En este álbum, están incluidas las participaciones de Mr. Yeison, Marcela Gándara, In Light, Joseph Burgos, Onell Díaz, Odanis BSK, Christian Ponce y el pastor Andrés Corson. Rojo fue producido en Funkytown Family Studios, en Orlando, FL y masterizado por Colin Leonard at SING Mastering, Atlanta. La composición estuvo a cargo de Edward Sánchez, Enoc Hernández, Odanis Bsk, Mr Yeison, Musiko, Onell Diaz y Gocho (el Lápiz de platino), entre otros.

## Lista de canciones
| N.º | Título                                   | Escritor(es)                                                                                      | Productor(es)                                     | Duración |  |
| 1.  | «Llama» (con Mr. Yeison)                 | Luis Marrero, Yeison Celestinos                                                                   | Funky                                             | 3:06     |  |
| 2.  | «Correré a Ti» (con Marcela Gándara)     | Danny Peña, Edward Sánchez, Enoc Hernández, José Torres, Luis Marrero, Onell Díaz                 | Funky, Edward Sánchez, Enoc Hernández, Danny Peña | 3:21     |  |
| 3.  | «Amores Como el Tuyo»                    | Billy Perez, Eliot Feliciano, Luis Marrero, Onell Díaz                                            | Funky, Eliot El Mago De Oz                        | 3:19     |  |
| 4.  | «A Tu Manera» (con In Light)             | Aarón González, Luis Marrero, Onell Díaz                                                          | Funky, Onell Díaz                                 | 3:10     |  |
| 5.  | «Pura Alegría»                           | José Torres, Luis Marrero                                                                         | Funky, Edward Sánchez, Danny Peña, Enoc Hernández | 3:06     |  |
| 6.  | «Lléname» (con Joseph Burgos)            | Joseph Burgos, Luis Marrero, Onell Díaz                                                           | Funky, Onell Díaz                                 | 3:07     |  |
| 7.  | «El Protagonista» (con Onell Díaz)       | Luis Marrero, Onell Díaz                                                                          | Funky, Onell Díaz                                 | 3:17     |  |
| 8.  | «Tu Manto» (con Odanis BSK)              | Christian Ponce, Danny Peña, Edward Sánchez, Enoc Hernández, Luis Marrero, Moisés Odanis Castillo | Funky, Edward Sánchez, Enoc Hernández, Danny Peña | 3:33     |  |
| 9.  | «Todo»                                   | Edward Sánchez, Luis Marrero                                                                      | Funky, Edward Sánchez, Danny Peña                 | 3:22     |  |
| 10. | «No Me Dejes Solo»                       | David Silveira, Domingo Mieses, Greilyn Candelario, Luis Marrero                                  | David Silveira "BOUE"                             | 3:27     |  |
| 11. | «Junto a Ti»                             | Alexis Vélez, Luis Marrero                                                                        | Funky                                             | 3:05     |  |
| 12. | «Aunque No Te Vea» (con Christian Ponce) | Christian Ponce, Luis Marrero, Moisés Odanis Castillo                                             | Funky, Edward Sánchez, Enoc Hernández, Danny Peña | 3:51     |  |
| 13. | «Quédate» (con Pastor Andrés Corson)     | Danny Peña, Edward Sánchez, José Torres, Luis Marrero, Onell Díaz                                 | Funky, Edward Sánchez, Enoc Hernández, Danny Peña | 4:16     |  |

## Remixes
| N.º | Título                                                               | Escritor(es) | Productor(es)                                     | Duración |  |
| 1.  | «Aunque No Te Vea (Versión Alternativa)»                             | Luis Marrero, Moisés Odanis Castillo                                                                            | Funky, Edward Sánchez, Enoc Hernández, Danny Peña | 2:38     |  |
| 2.  | «Llama (Remix)» (con Mr. Yeison, Gabriel Rodríguez EMC y Ander Bock) | Luis Marrero, Yeison Celestinos, Gabriel Rodríguez, Ander Bock                                                  | Funky                                             | 4:30     |  |
| 3.  | «Tu Manto (Remix)» (con Odanis BSK y Lizzy Parra)                    | Christian Ponce, Danny Peña, Edward Sánchez, Enoc Hernández, Luis Marrero, Moisés Odanis Castillo, Lisbet Parra | Funky, Edward Sánchez, Enoc Hernández, Danny Peña | 3:44     |  |

## Premios y reconocimientos
El álbum fue nominado en la categoría Mejor Álbum Cristiano en español de los Premios Dove junto a Ricardo Montaner, Maverick City Música, Marcos Witt y Generación 12.